# Христиновский район
Христи́новский райо́н (укр. Христинівський район) — упразднённая административная единица на западе Черкасской области Украины. Административный центр — город Христиновка.

## География
Площадь района составляет 632 км².

## История
Район образован в 1923 году в составе Киевского округа.
В 1925—1930 годах находился в прямом подчинении Украинской ССР.
С 1932 года — в составе Киевской области.
С 1954-го — в составе вновь образованной Черкасской области.
Христиновский район является административно-территориальной единицей Черкасской области.
Площадь района составляет 632 км² (3 % от площади области).
Административный центр: город Христиновка.
Дата образования района: 1923 год.
Расстояние от районного центра города Христиновки до областного центра города Черкассы — 213 км.
17 июля 2020 года в результате административно-территориальной реформы район вошёл в состав Уманского района.

### Район на карте области
Территория Христиновского района расположена в западной части Черкасской области в лесостепной зоне Украины. Рельеф района плоско равнинный, с особо ценными почвами — чернозёмами и серо-оподзоленными, которые занимают 70 % площади района.
Климат в Христиновском районе умеренно континентальный. Средняя температура воздуха по многолетним данным 6,8 градусов С. Сумма годовых осадков — 490—520 мм. Относительная влажность воздуха — 77 %.
Географическая сеть района представлена реками Кублич, Удыч, Синица, Сорока, Уманка и другими. Общая длина рек — 100,9 км.
Административно-хозяйственным и культурным центром района является город Христиновка, который находится на расстоянии 213 км от областного центра города Черкассы.
Христиновский район граничит с севера с Монастырищенским районом, с северо-восточной стороны — с Жашковским районом, с восточной стороны — с Уманским районом, южной стороны — с Маньковским районом Черкасской области, с западной стороны — с Теплицким и Гайсинским районами Винницкой области.
Численность населения Христиновского района по состоянию на 01.06.2010 г. составила 36,2 тыс. чел., в том числе: сельское население: 21,4 тыс. чел., городское население: 14,8 тыс. чел.

### Краткая историческая справка
Христиновский район образован в 1923 году на территории Киевской области. В 1954 году вошёл в состав Черкасской области как административно-территориальная единица.
Старейшим из ныне существующих сёл на территории района является село Ягубец, которое основал в 1542 году брацлавский крестьянин.
В этом же году основано село Христиновка на месте поселения шайки, которая сторожила Чёрный шлях от нашествия татар.
В начале 17 века уже были известны сёла Ботвиновка, Верхнячка (Яворец), Ивангород, Талалаевка.
История города Христиновка насчитывает более 430 лет. Согласно архивным документам впервые город Христиновка упоминался в 1574 году.
Во второй половине 19 века на территории района начинает развиваться промышленность, были введены в эксплуатацию железнодорожные пути: Вапнярка-Христиновка, Казатин-Умань, Христиновка-Шпола, железнодорожный узел города Христиновки.
Христиновка уже тогда славилась своим хлебным рынком. Возросло её экономическое значение, что, в свою очередь, способствовало увеличению населения. В 1900 году на Христиновщине проживало 3 475 человек. В 1931 году начал свою работу маслодельный завод, вагонное депо, а также машинно-тракторная станция.
В 1954 году закончено строительство нового железнодорожного вокзала в городе Христиновка, а в 1962 году завершена модернизация и расширение железнодорожного узла города Христиновки Одесско-Кишинёвской железной дороги (в 1953—1979 годах так называлась Одесская железная дорога).
В 1956 году город Христиновка был отнесён к разряду городов районного подчинения.
12 ноября 1959 года к Христиновскому району была присоединена часть территории упразднённого Ладыжинского района.
В Христиновском районе родилось и выросло много выдающихся людей. В Христиновке родился Александр Корнейчук — известный украинский писатель-драматург, автор пьес: «Гибель эскадры», «Платон Кречет», «Богдан Хмельницкий» и другие. Его имя носит городская общеобразовательная школа № 1, парк и одна из улиц города.
Район является родиной одного из руководителей Колиивщины Ивана Гонты и Героя Советского Союза и полного кавалера ордена Славы Ивана ДРАЧЕНКА.
Христиновский район — это крестьянский край, где хранятся и приумножают традиции мастеров золотой нивы.
Район взрастил многих известных людей труда: Фёдора Берегового, Семёна Карбовского, Станислава Забродского, Марфу Лемещук, Анну Гук, Анастасию Кобзарь.

### Природные ресурсы
Общая земельная площадь района составляет 63 218 га, или 3 % территории области.
Земли сельскохозяйственного назначения составляют 52 261 га, в том числе пашня — 49 959 га, многолетние насаждения — 685 га, пастбища — 679 га, сенокосы — 940 га.
Природные ресурсы представлены площадью лесного фонда 4 376 га, водного фонда — 823,2 га, земли под открытыми разработками, карьеры — 42,1 га.
На территории района находятся месторождения торфа и кирпично-черепной глины.
Залежи торфа находятся в сёлах Ивангород, Талалаевка, Сычёвка; суглинки и глины — в сёлах Веселовка и Христиновка.
В районе имеется 3 гранитных карьера, которые сейчас не работают, 2 жорствьяни и 1 песчаный.

## Демография
Население района составляет 39 тыс. человек (данные 2005 г.), в том числе горожан: около 16 тыс. Всего в Христиновском районе насчитывается 35 населённых пунктов.

## Населённые пункты
Города: Христиновка.
Сёла: Богачёвка, Большая Севастьяновка, Ботвиновка, Вербоватая, Верхнячка, Веселовка, Заячковка, Звёздное (Зоряне), Ивангород, Ивановка, Лещиновка, Малая Севастьяновка, Орадовка, Оситная, Пенежково, Розсошки, Синица, Сычёвка, Талалаевка, Угловатая, Христиновка, Шельпаховка, Шукайвода, Ягубец.
Хутора: Казачий Хутор, Сычи, Хасановка, Яры.

## Экономика
В Христиновском районе преобладает сельское хозяйство с частичной переработкой сельхозпродукции.
Существенное влияние имеет железная дорога, относящаяся к Одесской железной дороге (в 1953—1979 годах — Одесско-Кишинёвская железная дорога).
На предприятиях железной дороги Христиновского района в разные периоды времени было занято от 1000 до 2 000 рабочих.
Полезные ископаемые в районе не добываются.

## Транспорт
Железнодорожный и автомобильный. Через Христиновский район проходят железнодорожные линии Одесской железной дороги: Вапнярка — Цветково и Казатин — Умань.

## Достопримечательности
Имеется памятник Ивану Гонте.